# ジャン (ルクセンブルク大公)
ジャン（フランス語: Jean、ドイツ語: Johann、1921年1月5日 - 2019年4月23日）は、ルクセンブルクの大公（在位：1964年11月12日 - 2000年10月7日）。
ハプスブルク家の前当主オットーの従弟にあたる。1968年から2002年のユーロ導入まで複数のルクセンブルク・フラン紙幣に肖像が使用されていた。

## 経歴

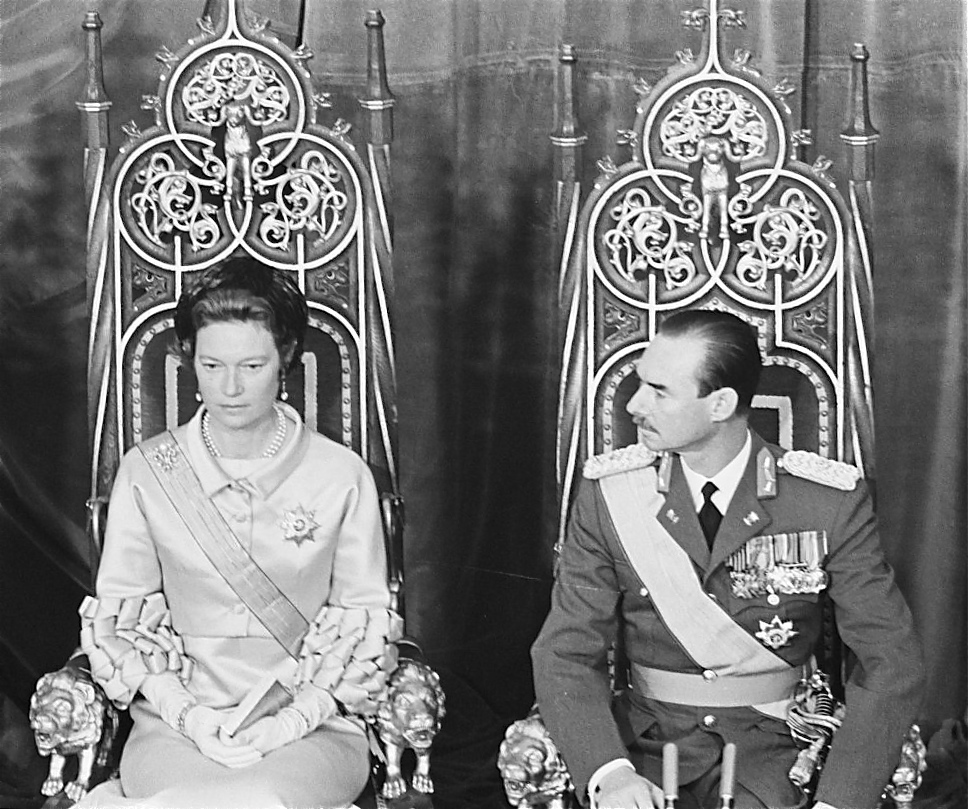
即位式（1964年11月12日）

1921年、大公家の居城ベルク城でルクセンブルク女大公シャルロットの長男（第1子）として生まれる。父はパルマ公ロベルト1世の子でオーストリア皇后ツィタの弟フェリックス。ローマ教皇ベネディクトゥス15世に洗礼を施された。ルクセンブルク国内で初等教育を修了し、イギリスのノース・ヨークシャーにあるローマ・カトリック系の寄宿学校アンプルフォース・カレッジ（Ampleforth College）に進学した。1939年に成人（ルクセンブルクの成人年齢は18歳）すると、正式に大公世子となった。
1940年5月10日、ドイツがルクセンブルクに侵攻すると、大公一家はフランス、次いでカナダへと亡命した。亡命先でケベック・シティーのラヴァル大学に進学し、法学と政治学を学んだ。
1942年、イギリス軍のアイリッシュガーズ連隊に義勇兵として志願、イギリス陸軍の主要基地アルダーショットで士官訓練を受けた後、1943年に中尉、1944年に大尉に任官された。1944年6月11日、ノルマンディーに上陸し、カーン攻防戦（battle of Caen）やブリュッセル解放戦に参戦した。1944年9月10日にはルクセンブルク解放戦に参加し、その後、オランダのアーネムへ移動、ドイツ侵攻にも従軍した。
1953年4月9日、ベルギー国王レオポルド3世の長女ジョゼフィーヌ＝シャルロット王女と結婚し、3男2女を儲けた。
1964年、母シャルロットの譲位によって大公位を継承した。1999年に嫡孫にあたるギヨーム大公子が成人したことを受けて、2000年10月7日、長男のアンリに譲位した。
2005年1月、ジョセフィーヌ＝シャルロット妃が肺がんのため薨去し死別。晩年はルクセンブルク市郊外にあるフィシュバッハ城を居城とした。2019年4月中旬より肺感染症のため入院し、同月23日、98歳で薨去した。

## 子女
- マリー＝アストリッド（1954年2月17日 - ）
1982年、はとこにあたるオーストリア大公カール・クリスティアン（英語版）（皇帝カール1世の四男であるカール・ルートヴィヒ大公の次男、元皇太子オットー大公の甥）と結婚、3男2女を儲ける。
- アンリ（1955年4月16日 - ）
現ルクセンブルク大公。1981年、マリア・テレサ・メストレ・イ・バティスタと結婚、4男1女を儲ける。
- ジャン（フランス語版）（1957年5月15日 - ）
1987年、エレーヌ・ヴェストルと結婚、3男1女を儲ける。婚前妊娠であったため、大公位継承権を放棄。のち離婚。2009年にダイアン・ド・ゲールと再婚。
- マルガレータ（1957年5月15日 - ）
ジャンの双子の妹。1982年、リヒテンシュタイン侯子ニコラウスと結婚、2男2女を儲ける（長男は誕生当日に夭折）。
- ギヨーム（フランス語版）（1963年5月1日 - ）
1994年、スペイン国王アルフォンソ13世の曾孫シビラ・ウェイレル（アルフォンソ13世の長女ベアトリス王女の外孫）と結婚、3男1女を儲ける。大公位継承権は、兄アンリ大公の末子セバスティアン大公子に次いで第5位。